# Rodrigo Pinto Pizarro
Rodrigo Pinto Pizarro Pimentel de Almeida Carvalhais, primeiro e único Barão da Ribeira de Sabrosa, por vezes simplificado em Barão de Sabrosa (Alijó, Vilar de Maçada, 30 de março de 1788 — Alijó, Vilar de Maçada, 8 de abril de 1841), foi um militar e político português, presidente do Conselho de Ministros.

## Biografia
Colaborou na Revolta Liberal do Maranhão de 1821-1822. Foi portador do ultimatum a D. Isabel Maria, forçando ao juramento da Carta em 1826. Em 22 de junho de 1834, D. Pedro IV prendia-o. Deputado eleito em 1834, não chegou a tomar assento porque as Cortes anularam a respectiva eleição por violação das leis que limitavam a liberdade de expressão, no que foi defendido, embora em vão, pelo seu colega António José da Fonseca Mimoso Pereira e Guerra. Recebeu o Baronato por Decreto de 22 de Setembro de 1835 da Rainha D. Maria II. Foi Membro Fundador da Sociedade Patriótica Lisbonense a 9 de Março de 1836. Voltou a ser eleito Deputado em 1837. Presidente do ministério, Ministro da Guerra e dos Negócios Estrangeiros de 18 de Abril a 26 de Novembro de 1839, o último governo inteiramente setembrista. Eleito Senador em 1838 e 1840. Foi indicado na Maçonaria. Em sua homenagem foi dado o seu nome à Rua Barão de Sabrosa no Alto do Pina, hoje no Areeiro, em Lisboa.

## Família
Como filho primogénito, herdou a casa do seu pai, Francisco Pinto Pimentel de Almeida Carvalhais (13.09.1761 - 16.10.1828), 7.º senhor do morgado de Ribeira de Sabrosa (que fora fundado em 1 de agosto de 1598) e 8.º senhor de Soutelinho do Mesio e de Monte de Calvos (no concelho de Vila Pouca de Aguiar, senhorios da família Pimentel, criados por carta régia de 30 de outubro de 1541), que havia casado, em 02.09.1783, com D. Antónia Maurícia da Nóbrega Cão Pizarro, da casa dos morgados de Ribeira do Cabril.
Descendia, por varonia, de Martim Afonso Pimentel (c. 1355 - falecido depois de 1393), vassalo dos reis D. Fernando I e D. João I, e irmão segundogénito de D. João Afonso Pimentel, fundador, em Espanha, da casa dos condes de Benavente (um título espanhol do ano de 1398, depois elevado a ducado, em 1473).
Não casou, nem deixou geração.
O seu irmão, o juiz desembargador da casa da suplicação Gaspar Pinto Pizarro Pimentel, foi comissário dos exércitos miguelistas antes e durante o período em que decorreu a guerra civil portuguesa e casou com Francisca Emília Pinto de Queiroz (filha de Bento de Queiroz Pereira Pinto Serpe e Melo com Leonor Vaz Guedes Pereira Pinto), mas não teve geração; pelo que a sucessão na casa de Ribeira de Sabrosa passaria para os descendentes de sua irmã Maria do Loreto Pinto Pizarro Pimentel, casada com seu tio materno Sebastião Maria da Nóbrega Cão Pizarro, herdeiro do acima referido morgado de Ribeira do Cabril.